# セフォセリス
セフォセリス（英：Cefoselis）は第4世代のセファロスポリンである。様々なグラム陽性菌およびグラム陰性菌感染症の治療において、日本と中国で広く使用されている。2014年の研究では、セフォセリスが呼吸器感染症や尿路感染症の治療に有効であることが示された。